# Duga Luka (Chorwacja)
Duga Luka – wieś w Chorwacji, w żupanii istryjskiej, w mieście Labin. W 2011 roku liczyła 27 mieszkańców.